# Perigramma fuscipalpata
Perigramma fuscipalpata är en fjärilsart som beskrevs av Paul Dognin 1923. Perigramma fuscipalpata ingår i släktet Perigramma och familjen mätare. Inga underarter finns listade i Catalogue of Life.